# Иванковцы (Казатинский район)
Иванковцы (укр. Іванківці) — село на Украине, находится в Казатинском районе Винницкой области.
Код КОАТУУ — 0521482806. Население по переписи 2001 года составляет 732 человека. Почтовый индекс — 22109. Телефонный код — 4342.
Занимает площадь 1,227 км².

## История
В 1946 году указом ПВС УССР село Янковцы переименовано в Иванковцы.

## Адрес местного совета
22109, Винницкая область, Казатинский р-н, с. Казатин, ул. Октябрьская, 90